# 安坪十大功劳
安坪十大功劳（学名：Mahonia eurybracteata sp. ganpinensis）为小檗科十大功劳属下的一个亚种。

## 扩展阅读
- 維基物種上的相關：安坪十大功劳